# Accident d'un Twin Otter de Royal Nepal Airlines
Le 27 juillet 2000, un de Havilland Canada DHC-6 Twin Otter exploité par Royal Nepal Airlines s'écrase au Népal alors qu'il effectue un vol domestique entre l'aéroport de Bajhang et l'aéroport de Dhangadhi. L'épave de l'avion, immatriculé 9N-ABP, est retrouvée à Jogbuda, dans le district de Dadeldhura. Les 22 passagers et les trois membres d'équipage à bord sont tués dans l'accident. Une enquête est ouverte par les autorités népalaises après la localisation du lieu de l'accident.

## Avant l'accident

### Aéronef
L'avion impliqué dans l'accident est un de Havilland Canada DHC-6 Twin Otter exploité par Royal Nepal Airlines. Son premier vol a lieu en 1979 avec Royal Nepal Airlines, qui l'a acheté au constructeur de Havilland Canada. Il s'agit du huitième accident de cet appareil exploité par Royal Nepal Airlines, mais du douzième incident impliquant ce type d'appareil dans l'histoire de l'aviation au Népal.

### Équipage et passagers
Avant l'accident, l'avion a à son bord trois membres d'équipage et 22 passagers, dont trois enfants en bas âge. Tous les occupants sont des Népalais.

## Accident
L'avion doit effectuer un vol intérieur de 30 minutes depuis l'aéroport de Bajhang, d'où il part à 10 h 11, heure normale du Népal, à destination de l'aéroport de Dhangadhi, dans l'extrême ouest du Népal. Le dernier contact radio est établi à 10 h 31, soit deux minutes avant l'atterrissage prévu de l'avion à Dhangadhi. Après le déploiement d'un hélicoptère sur le site du crash, il est constaté que l'avion est entré en collision avec des arbres et a pris feu sur la colline de Jarayakhali (4 300 pieds), dans les collines de Siwalik à Jogbuda, dans le district de Dadeldhura. 